# Armée bleue
Pour les articles homonymes, voir Armée bleue (homonymie).
L'Armée bleue (en polonais : Błękitna Armia), aussi dite Armée polonaise en France (en polonais : Armia Polska we Francji) ou Armée Haller (en polonais : Armia Hallera), est une brigade de soldats polonais, commandée par Józef Haller, qui combattit au sein de l'Armée française durant la Première Guerre mondiale.

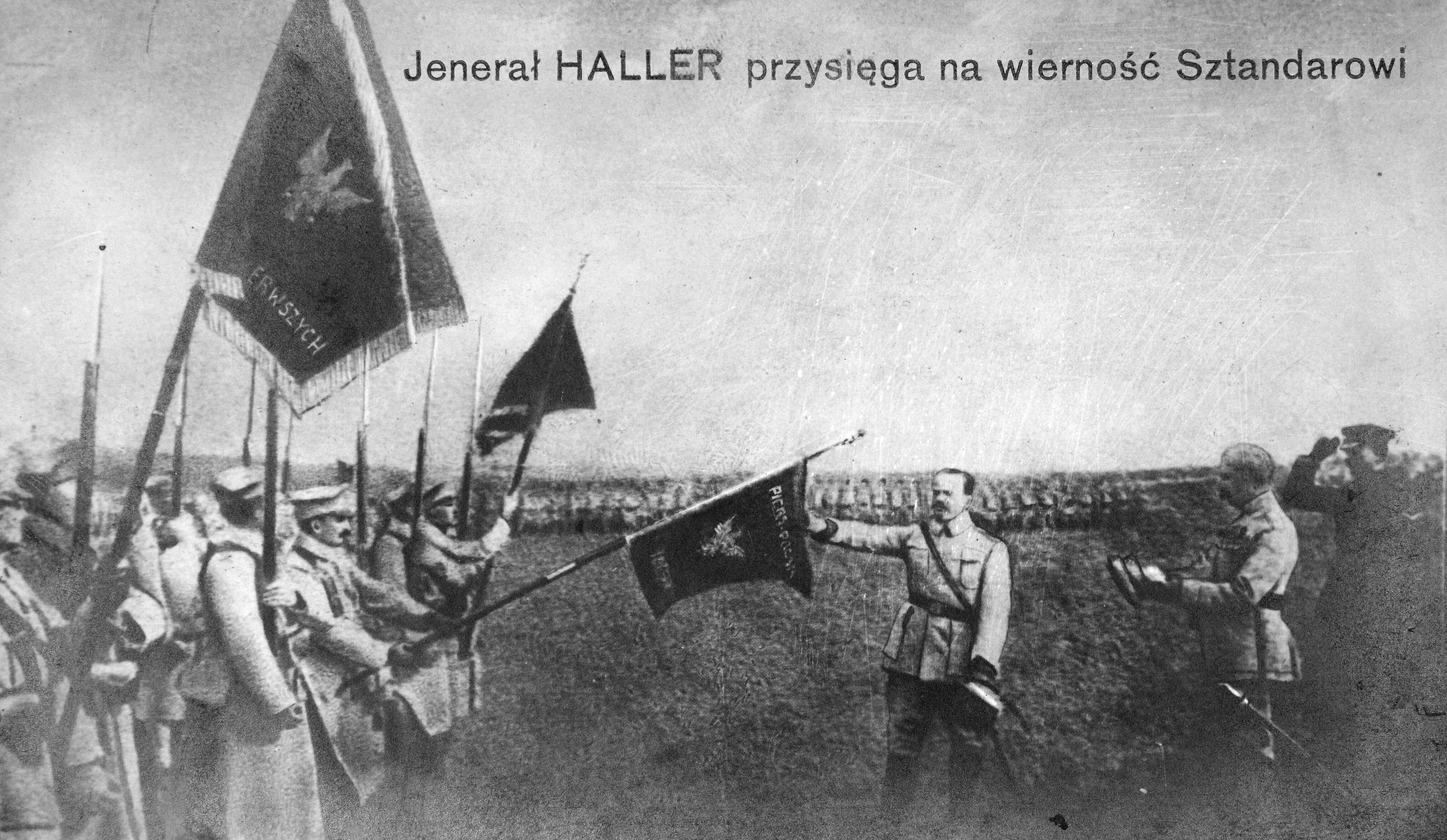
Józef Haller et l'Armée bleue.

La Première Guerre mondiale fait naître l'espoir chez de nombreux émigrés polonais en France, d'une renaissance de leur pays, alors en partie sous domination de l'Empire russe, allié de la France, et pour les deux autres parties sous domination de l'Empire allemand et de l'Empire austro-hongrois, ennemis de la France. Un grand nombre de ceux-ci s'engagent alors dans l'armée et la Légion étrangère, sans particularisme. Lorsque l'Empire russe s'écroule pendant la révolution de février 1917, la France peut alors former par l'arrêté présidentiel du 4 juin 1917, une armée polonaise en France qui comptera près de 100 000 hommes. Elle reçoit son drapeau national aux Invalides le 15 octobre. Le 1er Régiment de chasseurs polonais est formé en janvier 1918 augmenté  de volontaires polonais venus des États-Unis, et de 1 500 prisonniers de guerre allemands d'origine polonaise. 
En juillet 1918, l'armée voit arriver un nouveau chef : le général Józef Haller, ancien chef des légions polonaises créées sous tutelle austro-allemande pour combattre les Russes et qui, en février 1918, a rompu avec les Empires centraux pour passer dans le camp de l'Entente. Il amène avec lui une partie des rescapés des trois brigades légionnaires ainsi que du 2e corps polonais de l'armée russe. 
L'Armée bleue est dès lors désignée comme l'« Armée Haller ». Elle doit son surnom d'armée bleue à la couleur des uniformes français bleu horizon de l'époque dont elle était équipée.
En 1919, l'Armée bleue arrive en Pologne et est expédiée sur le front ukrainien afin de lutter contre les Bolcheviques dans la guerre soviéto-polonaise de 1919-1921. Elle participe également à la guerre polono-ukrainienne de 1918-1919.

## Organisation
- 1re division de fusiliers polonais (1 Dywizja Strzelców Polskich), formée en août 1918 à partir de la 63e division d'infanterie française et devenue en septembre 1919 la 13e division d'infanterie polonaise[5]
- 2e division de fusiliers polonais (2 Dywizja Strzelców Polskich), formée en avril 1919 à partir de la 2e division marocaine et devenue en septembre la 11e division d'infanterie polonaise[5]
- 3e division de fusiliers polonais (3 Dywizja Strzelców Polskich), formée en décembre 1918 à partir de la 71e division d'infanterie française, disloquée en avril 1919, ses éléments entrent en janvier 1920 dans la 18e division d'infanterie polonaise[5]
- 6e division de fusiliers polonais (6 Dywizja Strzelców Polskich), formée en février 1919 à partir de la 74e division d'infanterie française et devenue en septembre la 12e division d'infanterie polonaise[5]
- 7e division de fusiliers polonais (7 Dywizja Strzelców Polskich), formée en février 1919 à partir de la 154e division d'infanterie française, disloquée en avril 1919, ses éléments entrent en janvier 1920 dans la 18e division d'infanterie polonaise[5]
- Division d'instruction polonaise (pl) (Dywizja Instrukcyjna), formée en mars 1919 à partir de la 68e division d'infanterie française, disloquée en avril 1919, ses éléments entrent en janvier 1920 dans la 18e division d'infanterie polonaise[5]